# 艾伯凡礦災

艾伯凡鎮的地理位置

艾伯凡礦災（英語：Aberfan disaster），是1966年10月21日於英國威尔士艾伯凡鎮的一处煤矿废渣堆发生的灾难性塌方事故。由英国国家煤炭局（NCB）负责的七座煤矿廢土之一因長時間受暴雨影响导致尖顶积水，在毫無預兆的情況下崩塌並衝擊艾伯凡鎮。潘特拉斯小学（Pantglas Junior School）与周围的房屋首当其冲，最終造成116名儿童和28名成人死亡。
随后的官方调查显示国家煤矿局对此次事故负全数责任。煤矿局局长罗本斯勋爵因发表误导性言论，以及隐瞒煤渣堆所处的山坡存在泉眼的事实而受到批评。然而，国家煤炭局及其雇员均未受到起诉或被处以罚款。此事導致當時執政的工黨政府面臨政治危機，甚至對英女皇伊利沙伯二世個人及管治威信構成影響。
艾伯凡灾难纪念基金 (ADMF) 于事故当天成立。小镇上的许多居民因这场灾难而出现了健康后遗症，半数幸存者在此后的生活中都面临着创伤后应激障碍。

## 歷史及經過
自1869年開始，鄰近梅特伊谷（Merthyr Vale）旁的艾伯凡小鎮，靠著梅特伊礦場的採煤事業，有了相當發展。當地人因此有了穩定的工作，優厚的薪資，與完善的生活服務。但在採礦過程中，卻也產生不少廢土，成了不定時炸彈。這些廢土被傾倒在七處垃圾場。其中始於1958年的第7垃圾場（Tip 7）建在一個天然泉水上方的砂岩上，而泉水位於村子上方陡峭的山上，鄰近潘特拉斯小學（Pantglas Junior School）。
1966年秋天，威爾斯下起好幾周的暴雨，使得鄰近艾伯凡小鎮旁的第7垃圾場廢土堆嚴重液化。當地居民和官員在此前幾年曾向擁有和經營該煤礦的國家煤炭局（National Coal Board，NCB）提出憂慮，但被相關官員置之不理並認為是小題大作。
終於，1966年10月21日早上約9時15分，第7垃圾場的廢土堆在毫無預期的情況下，以每小時超過128公里的速度傾瀉而下。34公尺高的廢土淹沒小鎮部分區域，還有離它最近的潘特拉斯中學，造成在內的師生多人死傷。
搶救工作日以繼夜進行，並動員了2000名以上的警察、消防隊員、民防工作者以及志願人員在礦渣中挖出一條45英尺長的通道，挖出屍體並找尋倖存者。最終發現144名死者中，有116名是兒童，等同於艾伯凡鎮內一半的兒童人數。
10月27日，10万人参加了为死难兒童举行的第一次葬礼。81具小棺材被埋入了山坡公墓的两排长长的泥坑之中。这些坟墓上矗立着一个高100英尺，由花圈組成的十字架。當葬禮上誦讀禱文時，英國全國降半旗致哀。

## 後果和影響
事件過後，災害演變成政治風暴，使得首相韋爾遜為首的執政工黨政府面臨極大的挑戰。人們主要的矛頭對向了國家煤炭局，但一開始政府單位只是將之視為突然其來的天災。艾伯凡鎮受害兒童的父母、受災戶們歷經76天的調查，在法院審問了136名證人後得出結論，認為國家煤炭局應對這場災難負責，主事的羅賓斯勳爵（Lord Robens）最終才承認錯誤。
而面對突如其來的災害，英女皇伊利沙伯二世初時只有送出官方化、制式的慰問。直至一段時間後，其皇夫愛丁堡公爵菲臘親王才前往現場探望。直到災難八天後，英女皇才決意親自前行，到現場致意。面對現場震撼的慘重傷亡情況，英女皇伊利沙白二世一反往常的表現出沉重的傷悲。爾後，在1973年與1997年，她又再度造訪了艾伯凡鎮，追悼當年礦災蒙難的受害者和理應日漸成長茁壯的孩子們。

未有於艾伯凡礦災發生後立刻到現場致意，被英女皇伊利沙伯二世視為作為君主最大遺憾之一。

## 外部鏈接
- （页面存档备份，存于） - 艾伯凡礦災│覆滅小鎮一整個世代的浩劫，讓英國女王一再哀悼的威爾斯歷史之痛 - Filed December 4, 2019 by 阿諺
- 论文:一块本可以避免的灾难1966年威尔士艾伯凡尾矿库溃坝事故考察|黄莉辉